# Allgemeine Deutsche Gärtner-Zeitung
Allgemeine Deutsche Gärtner-Zeitung, auch Allgemeine Deutsche Gärtnerzeitung genannt, war laut einem ihrer wechselnden Untertitel zugleich die „gewerkschaftliche Zeitschrift des Allgemeinen Deutschen Gärtnervereins (Sitz Berlin) und des Verbandes der Gärtner Österreichs (Sitz Wien)“.
Das auch für verschiedene Vorläufer-Organisationen wie Vereine und Verbände publizierte Blatt erschien in 39 Jahrgängen von 1891 bis 1929. Diente es anfangs unter dem Redakteur Paul Abraham bis 1898 eher als Fachbildungsblatt, nahm es seitdem mehr und mehr freigewerkschaftlichen Charakter an, redigiert von Otto Albrecht (1898 bis 1904 und 1905 bis 1919) und von Wilhelm Jansson (1904 bis 1905).
Das in Berlin bei Hansen 14-täglich oder wöchentlich erscheinende Blatt hatte 1910 eine Auflage von 6500 Exemplaren.
Nachdem die Gärtnergewerkschaft im Gesamtverband der Arbeitnehmer der öffentlichen Betriebe und des Personen- und Warenverkehrs aufging, wurde das von Emil Dittmer ab 1930 redigierte Blatt Die Gewerkschaft die Folgepublikation und Gesamtsprachrohr des Gesamtverbandes für den dann größeren Arbeitnehmerkreis.

## Beilage
Als Beilage erschien das in den Jahren von 1910 bis 1935 ebenfalls in Berlin herausgegebene Gärtnerei-Fachblatt. Illustrierte Fachzeitschrift für den Fortschritt auf allen Gebieten der Gärtnerei.